# IROC XV

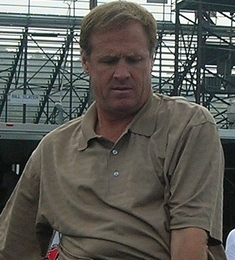
Rusty Wallace en 2006

La 15e édition de l'International Race of Champions, disputée en 1991, a été remportée par l'Américain Rusty Wallace. Tous les pilotes  conduisaient des Dodge Daytona.

## Courses de l'IROC XV
| Date            | Lieu         | Vainqueur     | Nationalité | Championnat d'origine |
| 15 février 1991 | Daytona      | Scott Pruett  | États-Unis  | CART                  |
| 4 mai 1991      | Talladega    | Rusty Wallace | États-Unis  | Winston Cup (NASCAR)  |
| 3 août 1991     | Michigan     | Rusty Wallace | États-Unis  | Winston Cup (NASCAR)  |
| 10 août 1991    | Watkins Glen | Rusty Wallace | États-Unis  | Winston Cup (NASCAR)  |

## Classement des pilotes
| Classement | Pilote           | Pays       | Championnat                         | Points |
| ---------- | ---------------- | ---------- | ----------------------------------- | ------ |
| 1er        | Rusty Wallace    | États-Unis | Winston Cup (NASCAR)                | 86     |
| 2e         | Bill Elliott     | États-Unis | Winston Cup (NASCAR)                | 64     |
| 3e         | Mark Martin      | États-Unis | Winston Cup (NASCAR)                | 56     |
| 4e         | Scott Pruett     | États-Unis | CART                                | 51     |
| 5e         | Al Unser Jr.     | États-Unis | CART                                | 47     |
| 6e         | Al Unser         | États-Unis | CART                                | 37     |
| 7e         | Geoff Brabham    | Australie  | IMSA                                | 30     |
| 8e         | Geoff Bodine     | États-Unis | Winston Cup (NASCAR)                | 29     |
| 9e         | Dale Earnhardt   | États-Unis | Winston Cup (NASCAR)                | 27     |
| 10e        | Bob Wollek       | France     | World Sports Car Championship (FIA) | 25     |
| 11e        | Tom Kendall      | États-Unis | IMSA                                | 24     |
| 12e        | Dorsey Schroeder | États-Unis | IMSA                                | 16     |

Note: Forfait sur blessure lors des deux dernières manches, Tom Kendall a reçu à deux reprises les points de la douzième place malgré ses absences.